# Battaglia di Stalingrado nella cultura popolare
La battaglia di Stalingrado del luglio 1942-febbraio 1943, combattuta tra le potenze dell'Asse e l'Unione Sovietica durante la seconda guerra mondiale, è stata utilizzata come trama di libri, canzoni, film e videogiochi.

## Cinematografia
La battaglia, per la sua importanza storica, ha suggerito la trama o ha fatto da sfondo a film e documentari, alcuni distribuiti solo in Germania o nella ex-Unione Sovietica. Tra le opere cinematografiche di finzione i titoli principali ad avere avuto una distribuzione internazionale sono stati:
- La battaglia di Stalingrado (Сталинградская битва), (1949), un film in due parti di tipica produzione sovietica del periodo staliniano.
- Soldaty (1956)
- Il prigioniero di Stalingrado (Der Arzt von Stalingrad) (1958)
- Stalingrado (Hunde, wollt ihr ewig leben?) (1959)
- Ultime lettere da Stalingrado (Lettres de Stalingrad) (1969)
- Stalingrad,  (1989), film sovietico in due parti diretto da Yuri Ozerov
- Stalingrad (1993)
- Il nemico alle porte (Enemy at the Gates) (2001)
- Stalingrad (2013)

Tra le opere documentaristiche si possono citare:
- The World At War - Episode 9 Stalingrad (giugno 1942 – febbraio 1943)
- L'assedio di Stalingrado, da La storia siamo noi di Gianni Minoli

Dei primi film dell'elenco, girati negli anni quaranta e negli anni cinquanta, solo quello del 1959 ha ricevuto buona accoglienza dalla critica ed è stato premiato con il Deutscher Filmpreis alla regia, il più importante premio cinematografico tedesco, nell'anno stesso della sua uscita. In Italia è circolato con il nome Stalingrado, ma il titolo originale, tradotto letteralmente, significa "Cani, volete vivere per sempre?"; racconta la battaglia attraverso gli occhi dei soldati tedeschi accerchiati, che vedono progressivamente uccidere i loro ufficiali e infine si arrendono per avviarsi ai campi di prigionia. Bisogna attendere oltre trent'anni per un nuovo film di rilievo a diffusione internazionale sulla battaglia. Nel periodo intercorso, oltre a documentari e film a distribuzione limitata, una menzione particolare merita il film francese Lettres de Stalingrad del 1969, meglio noto per aver preceduto il successivo libro Ultime lettere da Stalingrado, nel quale il regista-sceneggiatore Gilles Katz ha raccolto le 39 lettere autentiche di soldati tedeschi sfuggite alla censura su cui era basato il film e che ha avuto vasta circolazione mondiale.
Dopo la lunga pausa e un film sovietico di maniera propagandistico-patriottico del 1989 (Stalingrad diretto dal Yuri Ozerov) è stato nuovamente un film tedesco del 1993, dal titolo Stalingrad a riscuotere un buon successo, compresa la vittoria dell'altro principale premio cinematografico tedesco: il Bayerischer Filmpreis, il premio del festival del cinema bavarese. Nominato anche per la premiazione al festival cinematografico di Mosca, il film narra le vicende di un gruppo di Sturmpioniere (pionieri d'assalto). Del 2001 è il film USA Il nemico alle porte (Enemy at the Gates) ispirato dalla storia vera dell'eroe e pluridecorato cecchino sovietico Vasilij Grigor'evič Zajcev che partecipò alla battaglia e che, secondo alcuni fantasiosi resoconti di cui è ormai accertata la falsità storica, si sarebbe confrontato con il miglior tiratore tedesco, fatto venire appositamente dalla Germania per contrastarlo. Nel 2013 infine il regista russo Fëdor Bondarčuk ha diretto il film Stalingrad, dedicato alle vicende della battaglia all'interno della città.

## Letteratura
In letteratura diversi autori hanno affrontato l'argomento sotto diversi aspetti. Qui una lista di alcune opere:
- L'armata tradita (1959) di Heinrich Gerlach
- Ultime lettere da Stalingrado (1971) di AA.VV
- Nelle trincee di Stalingrado (1946) di Viktor Platonovič Nekrasov
- Canto a Stalingrado (1942) e Nuevo canto de amor a Stalingrado (1943) di Pablo Neruda
- Stalingrado (Per la giusta causa) (1952) di Vasilij Grossman
- Vita e destino (1980) di Vasilij Grossman
- Le Benevole (2006) di Jonathan Littell
- Stalingrado (2019) di Vasilij Grossman

## Monumenti
Nel 1967 fu inaugurata una statua colossale per onorare i combattenti sovietici: la statua, alta 85 metri e chiamata "La Madre Patria chiama!", è situata sulla collina di Mamaev Kurgan. Per raggiungerla si devono salire 200 scalini, tanti quanti i giorni della battaglia.

## Musica
- Gli Stormy Six hanno dedicato alla battaglia la canzone Stalingrado nell'album Un biglietto del tram.
- Il gruppo Banco del mutuo soccorso cita la Battaglia di Stalingrado nella canzone "Dopo...niente è più lo stesso", presente nell'album"Io sono nato libero" del 1973.
- Il gruppo punk degli Erode ha dedicato alla battaglia la canzone Stalingrado nell'album Tempo Che Non Ritorna.
- Il gruppo punk-rock CCCP Fedeli alla linea cita la Battaglia di Stalingrado nella canzone Manifesto: "I Soviet più elettricità / Non fanno il Comunismo / Anche se è un dato di fatto / Che a Stalingrado non passano".
- Il gruppo ska-punk Banda Bassotti ha dedicato alla battaglia la canzone Stalingrado, cover dell'omonimo brano degli Stormy Six nell'album Así es mi vida del 2003.
- Gli Accept hanno intitolato Stalingrad il loro tredicesimo album, uscito nel 2012, e hanno raccontato della battaglia nella canzone omonima.
- I Sabaton hanno dedicato una canzone alla battaglia nell'album "Primo Victoria", intitolandola "Stalingrad".

## Videogiochi
- Sudden Strike (2000)
- IL-2 Sturmovik (2001)
- Battlefield 1942 (2002)
- Commandos 3: Destination Berlin (2003)
- Call of Duty (videogioco) (2003)
- Call of Duty: Finest Hour (2004)
- Red Orchestra: Ostfront 41-45 (2004)
- Call of Duty 2 (2005)
- Medal of Honor: European Assault (2005)
- Panzer Campaigns: Stalingrad '42 (2005)
- Stalingrad (2005)
- Red Orchestra: Ostfront 41-45 (2006)
- Commandos: Strike Force (2006)
- Call of Duty: World at War (2008)
- Red Orchestra 2: Heroes of Stalingrad (2011)
- Company of Heroes 2 (2013)
- IL-2 Sturmovik: Battle of Stalingrad (2013)